# Winky och jakten på den försvunna hästen
Winky och jakten på den försvunna hästen (nederländska: Waar is het Paard van Sinterklaas?) är en nederländsk/belgisk barnfilm från 2007 regisserad av Mischa Kamp.
Filmen är en uppföljare till Winkys hemlighet från 2005.

## Handling
Winky har fått i uppdrag att sköta Sinter Klaas häst i ett år. Men när hästen försvinner måste Winky göra allt som står i sin makt för att hitta henne innan det Sinter Klaas kommer tillbaka.

## Rollista
| Roll               | Skådespelare       | Svensk röst                                                  |
| ------------------ | ------------------ | ------------------------------------------------------------ |
| Winky Wong         | Ebbie Tam          | Jessika Liu                                                  |
| Winkys pappa       | Aaron Wan          | Jan Mybrand                                                  |
| Winkys mamma       | Hanyi Han          | Li Min Ping                                                  |
| farbror Siem       | Jan Decleir        | Lars Edström                                                 |
| faster Cor         | Betty Schuurman    | Cecilia Nilsson                                              |
| Samir              | Mamoun Elyounoussi | Hamadi Khemiri                                               |
| Sofie              | Sallie Harmsen     | Emilia Brown                                                 |
| Sofies pappa       | Peter Bolhuis      |                                                              |
| Sigrid, lärarinnan | Anneke Blok        | Kajsa Reingardt                                              |
| Bram               | Pim de Pimentel    | Nils Börner                                                  |
| den gamle herrn    | Eric van der Donk  | Lars-Göran Persson                                           |
| doktorn            |                    | Hans Henriksson                                              |
| skolkamrat         |                    | Sara Guldager Sandra Hernsjö Milton Rehnlund Styrbjörn Roald |

- Översättare, dialogregissör ― Lars Edström
- Ljudtekniker ― Ulf Olausson
- Mixare ― Gábor Pasztor
- Dubbningsproducent ― Mari-Anne Barrefelt
- Svensk version producerad av Europa Sound Production[3]